# Velen (gmina)
Velen – miejscowość i gmina w Niemczech, w kraju związkowym Nadrenia Północna-Westfalia, w rejencji Münster, w powiecie Borken. Składa się z następujących dzielnic: Velen, Ramsdorf, Ostendorf-Krueckling, Holthausen-Barnsfeld, Nordvelen and Waldvelen. W 2010 roku liczyła 12 978 mieszkańców.

## Współpraca
Miejscowości partnerskie:
- Długołęka, Polska
- Malliß, Meklemburgia-Pomorze Przednie